# Martin Schönenborn
Martin Schönenborn (* 1. November 1897 in Honsbachermühle; † 14. Januar 1967) war Gewerkschafter, Politiker der Zentrumspartei und nach 1945 der CDU sowie Landrat und Polizeipräsident.

## Beruf
Schönenborn war nach der Volksschule Angestellter. Später besuchte er die soziale Schule in Spandau und die Arbeitsrechtsakademie in Köln. Zwischen 1918 und 1924 war er in der Jugendfürsorge tätig. Seit 1927 war er Geschäftsführer des christlichen Metallarbeiterverbandes. Außerdem war er Landesarbeits- und Landesfinanzrichter. Seit 1954 war Schönenborn Polizeipräsident von Wuppertal.

## Politik und Mandate
Zwischen 1919 und 1933 war Schönenborn Mitglied der Zentrumspartei und zwischen 1927 und 1933 Kreisvorsitzender der Partei. 
Im Jahr 1945 gehörte Schönenborn zu den Mitgründern der CDU im Kreis Düsseldorf-Mettmann. Zwischen 1946 und 1947 war er Mitglied des Kreistages. In den Jahren 1946 bis 1948 war er Landrat des Kreises. Schönenborn gehörte 1946 und 1947 dem ernannten Landtag von Nordrhein-Westfalen an. Anschließend war er in der ersten und zweiten Wahlperiode des Landtages direkt gewählter Abgeordneter für einen Wahlkreis im Kreis Düsseldorf-Mettmann. Wegen seiner Ernennung zum Polizeipräsidenten schied Schönenborn am 5. Mai 1954 vorzeitig aus dem Landtag aus.